# Cabinet Rau IV
Land de Rhénanie
-du-Nord-Westphalie
Rau III Rau V
Le cabinet Rau IV (en allemand : Kabinett Rau IV) est le gouvernement du Land de Rhénanie-du-Nord-Westphalie entre le 12 juin 1990 et le 17 juillet 1995, durant la onzième législature du Landtag.

## Coalition et historique
Dirigé par le ministre-président social-démocrate sortant Johannes Rau, ce gouvernement est constitué et soutenu par le Parti social-démocrate d'Allemagne (SPD). Seul, il dispose de 123 députés sur 239, soit 51,4 % des sièges du Landtag.
Il est formé à la suite des élections législatives régionales du 13 mai 1990 et succède au cabinet Rau III, constitué et soutenu par le seul SPD. Au cours de ce scrutin, les sociaux-démocrates perdent à peine deux points et conservent une majorité absolue diminuée, ce qui permet à Rau de se maintenir au pouvoir.
Lors des élections du 14 mai 1995, le SPD recule de quatre points et perd alors sa majorité, qu'il détenait depuis le scrutin parlementaire de 1980. Au bout de deux mois de négociations, le ministre-président parvient à mettre sur pied une « coalition rouge-verte » avec l'Alliance 90 / Les Verts (Grünen) et nomme le cabinet Rau V.

## Composition

### Initiale (12 juin 1990)
- Les nouveaux ministres sont indiqués en gras, ceux ayant changé d'attributions en italique.

| Fonction                                                                         | Titulaire | Titulaire                                               | Parti |
| -------------------------------------------------------------------------------- | --------- | ------------------------------------------------------- | ----- |
| Ministre-président                                                               |           | Johannes Rau                                            | SPD   |
| Vice-ministre-président Ministre de l'Intérieur                                  |           | Herbert Schnoor                                         | SPD   |
| Ministre des Finances                                                            |           | Heinz Schleußer                                         | SPD   |
| Ministre de la Justice                                                           |           | Rolf Krumsiek                                           | SPD   |
| Ministre de l'Éducation                                                          |           | Hans Schwier                                            | SPD   |
| Ministre du Travail, de la Santé et des Affaires sociales                        |           | Hermann Heinemann jusqu'au 17/12/1992 Franz Müntefering | SPD   |
| Ministre des Travaux publics et du Logement                                      |           | Ilse Brusis                                             | SPD   |
| Ministre de l'Égalité entre les hommes et les femmes                             |           | Ilse Ridder-Melchers                                    | SPD   |
| Ministre du Développement urbain et des Transports                               |           | Franz-Josef Kniola                                      | SPD   |
| Ministre de l'Environnement, de l'Aménagement du territoire et de l'Agriculture  |           | Klaus Matthiesen                                        | SPD   |
| Ministre de l'Économie, des Petites et moyennes entreprises et de la Technologie |           | Günther Einert                                          | SPD   |
| Ministre de la Science et de la Recherche                                        |           | Anke Brunn                                              | SPD   |
| Ministre avec attributions spéciales Directeur de la chancellerie régionale      |           | Wolfgang Clement                                        | SPD   |